# ブラッディ・リリィ
『ブラッディ・リリィ』は、阿南まゆきによる日本のホラー漫画作品。
当項目では、単行本に同時収録された「仕返し実現ゲーム」「透明少女と少女」「保健室で見る悪夢」「ふたごみたいなふたり」「悪魔の本は誘惑する」についても記す。

## 概要
『ちゃおデラックス』ホラー号にて掲載されたホラー短編集。
ブラッディ・リリィ
2011年『ちゃおデラックス』ホラー冬号掲載。
雑誌掲載時は「魔女の香水」というタイトルで発表されたが、コミックス収録時に「ブラッディ・リリィ」と改題された。
男性恐怖症ながらも男子から人気の高い美少女・リリィが不思議な転校生・緋色ダリアと出会い、彼女がプロデュースする不思議な香水を通じたホラー作品。
仕返し実現ゲーム
2010年『ちゃおデラックス』ホラー夏号掲載。
いじめられっ子の小学生・王見摩子が不思議なゲームを手にし、いじめっ子に仕返しを企むホラー作品。
透明少女と少女
2011年『ちゃおデラックス』ホラー夏号掲載。
「透明人間」と呼ばれる存在感の薄い少女・樋口燈子が初めて自分の存在に気付いてくれた少女・原田美沙と出会い、初めての友達である彼女のために尽くそうとするホラー作品。
保健室で見る悪夢
2012年『ちゃおデラックス』ホラー冬号掲載。
奇妙な噂が流れる保健室に通う友達を心配する文絵が、謎に包まれた保健室と謎の多い養護教諭・今日子の秘密を探ろうとするホラー作品。
ふたごみたいなふたり
2012年『ちゃおデラックス』ホラー夏号。
内気な少女・真夜と出会い仲良くなった真昼。身長や血液型、誕生日が一緒と知り、髪形や髪飾りをお揃いにして本当の双子のように振る舞うが、あるきっかけから真夜が次第に狂気に堕ちていくホラー作品。
悪魔の本は誘惑する
コミックス書き下ろし作品。
ある日を境に失踪した親友の芳花の行方を必死に追う桐子の前に悪魔の本が現れ、彼女が殺されたことを知った桐子は芳花を生き返らせるため、生贄を集めると同時に復讐を誓うホラー作品。

## 登場人物

### ブラッディ・リリィ
リリィ
同級生の男子から高い人気を集める美少女だが、男子を苦手としている。
最初はダリアに対して恐怖心を抱いていたが、よく自身に言い寄ってくる男子・篠崎（しのざき）から助けてくれたことをきっかけに彼女への考えを改めて仲良くなり、次第に友達以上の感情も抱き始めるようになる。
緋色 ダリア（ひいろ ダリア）
リリィのクラスの転校生。美少女だが、魔女を思わせる不気味な風貌ゆえ、当初はクラスメイトから敬遠されていたが、女子達の間で大人気のブランド香水「Dalia（ダリア）」をプロデュースしていることをきっかけに香水で女子達を、そして持ち前の美しさで男子達を虜にした。
しかし、「Daliaの香水には美女の血が入っている」、「ダリアが転校する前の学校では何人もの女子生徒が行方不明になっている」等の逸話がある。ただし実際に香水に入っているのは年頃の男子から搾り取った血を煮詰めたエキスで、前の学校でいなくなっていたのは女子ではなく、男子だった。
スミレ
愛称「スミちゃん」。リリィと親しいクラスメイト。眼鏡をかけた女子で、情報通な性格。
当初はリリィ同様、ダリアや彼女の香水に疑いの目を向け、リリィにダリアに関する逸話を教えたが、ダリアから香水をプレゼントされると他の女子達と同じく彼女と香水の虜になった。
行方不明になっているのは女子だと推理していたが、実際に行方不明になっていたのは男子だったため、間違っていた。

### 仕返し実現ゲーム
王見 摩子（おうみ まこ）
小学5年生。根暗な性格で、サラのグループから「摩子菌」と呼ばれ、陰湿ないじめを受けている。
あるお店でロールプレイングゲームを購入するが、そのゲームが「ゲームの主人公の名前を自分の知っている人物の名前にして、ゲームオーバーになるとその名前の相手がゲームの通りに死ぬゲーム」であることを知り、いじめっ子たちに死の制裁を与えた。
復讐後、自身がクラスメイトをいじめ、学校の支配者と化すが、自身がゲームのラスボスになってしまい、そのラスボスが主人公の手で倒されたことで、自身も剣に貫かれて死亡。
ジャックという名のくまのぬいぐるみを持っていたが、最初にゲームをした時、何となく彼の名前でゲームをした結果、火のゾーンに落ちてしまい、燃えてしまった。
サラ、アカリ、ミユ
摩子をいじめるクラスメイト。男勝りなリーダー格がサラ、ツインテールの少女がアカリ、ポニーテールの少女がミユ。
ゲームを手にした摩子により、ミユは操られるように窓から転落死、アカリは扉に首を挟まれての断首死、サラは突如教室に大量発生したカナブンの大群に食われて死亡。

### 透明少女と少女
樋口 燈子（ひぐち とうこ）
16歳。周囲から「透明人間」と呼ばれるほど存在感が薄く、孤立している少女。
明かりがつく目覚まし時計、それを改良して発火装置を作る等、手先は器用。
家族は母親が登場しているが、母親にも存在感がないことで驚かれている。
初めて自分の存在に気付いてくれた美沙との間に友情が芽生えて親友同士になり、「お得マート」から嫌がらせを受けた彼女のために店にガス爆発を仕掛けた。
実は美沙に利用されていたが、燈子自身は彼女が自分を利用していたことに最初から気付いており、それでも燈子は美沙のためになんでもしたいと思った。
原田 美沙（はらだ みさ）
存在感の薄い燈子の存在に最初に気付いたクラスメイトで、彼女との間に友情が芽生え、無二の親友になった。
実家は小さな商店街の八百屋だが、新しくオープンした大型スーパー「お得マート」が嫌がらせのように商店街の近くでチラシを配ってお客を奪い、自分の家の八百屋をはじめとする商店街のお店皆を困らせていることに悩んでいた。お得マートの嫌がらせを止めようとした美沙はその店の男性店員から冷たい言葉を言い放たれてしまうが、美沙を傷つけられたことに憤慨した燈子が引き起こしたガス爆発によってお得マートが町から出ていったためにお客が戻ってきた。ただ、住民から批判を受けて町を出ていったお得マートにある程度同情していた。
実は燈子に近づいたのは彼女を利用するためだったが、燈子本人には既に気付かれていた。
お得マートの男性店員（本名不明）
新しくオープンした大型スーパーマーケット「お得マート」の店員。
商店街の近くでチラシを配ってお客を奪い、美沙の実家の八百屋をはじめとする商店街のお店皆を困らせた1人。美沙に嫌がらせをやめるように説得されるが、言うことを聞かなかった上、彼女に冷たい言葉を言い放った。それがきっかけで燈子の逆鱗に触れ、彼女が仕組んだガス爆発に巻き込まれてしまった。

### 保健室で見る悪夢
文絵（ふみえ）
涼の友達。「保健室のベッドで寝ると死ぬ」という噂が気になり、保健室通いが多い友達の涼を心配し、保健室の秘密を探る。
養護教諭の今日子が亡くなった実子を蘇生させるために子供たちを生贄に捧げていたことを知り、液体生物の姿と化した赤ん坊に涼と共に生贄にされそうになるが、液体生物の身体がガソリンで出来ていたことから、その怪物と魔術の本を焼き払い、涼を助け出した。
涼（りょう）
文絵の友達。身体が弱く、保健室に通うことが多い。
今日子の手で4人目の生贄にされてしまうが、寸前のところで文絵に助けられた。
今日子（きょうこ）
文絵が通う学校の養護教諭。
実は7年前に実子の赤ちゃんを亡くしており、魔術の本を手に入れ、「5人の子供を生贄に捧げれば人間として蘇る」魔術で赤ちゃんを復活させようと企んでいた。この魔術で3人の生徒を殺した。
涼を4人目の生贄にしている最中、文絵も5人目の生贄にしようとするが、文絵の抵抗によって赤ん坊を焼き払われ、そのまま赤ん坊と運命を共にした。
液体生物の赤ん坊
今日子が赤ん坊を蘇生させるために、子供たちを生贄に捧げて生み出した、ガソリン状の液体生物。
涼の生命力を吸収している最中、文絵に引火させられ、炎上した。

### ふたごみたいなふたり
田中 真昼（たなか まひる）
クラスで浮いていたクラスメイトの真夜と仲良くなり、真夜から身長や血液型、誕生日が一緒と聞かされて驚き、彼女の提案もあって髪形や髪飾りをお揃いにし、本当の双子のように振る舞う。
後に自身が同級生の男子・原田タカシ（はらだ タカシ）と親しくなり、彼と交際を始めたことをきっかけに急変した真夜に怯え出す。
最期は真夜に殺され、彼女が作った棺桶に遺体を納められた。
山田 真夜（やまだ まよる）
内気な性格で、周囲からは「暗くてつまらない子」と言われ、クラスで浮いた存在だったが、真昼と仲良くなり、彼女と双子のように振る舞うようになってから、次第に明るくなった。
しかし、真昼が原田と親しくなった後に交際し始めたことをきっかけに次第に急変し、顔を真昼そっくりにしたり、真昼になりすまして原田を殺そうとする等と凶行に走り、真昼を恐れさせる。
最終的には「ずっと一緒にいる最善の方法」として真昼を殺害し、自身の作った棺桶に彼女の遺体を納めた直後に自らも自殺して共に棺桶の中に納まった。

### 悪魔の本は誘惑する
桐子（きりこ）
バスケ部所属。ボーイッシュで、親友の芳花を何より大切に思っている友達思いな性格。
ある日を境に芳花が失踪してからは懸命に彼女の行方を追うが、体調を崩してしまう。その時自分の前に現れた悪魔の本から、芳花が不良グループに殺されたことを教えられ、芳花を生き返らせるために生贄を集めると同時に彼女を殺した5人への復讐を誓う。
目的は果たしたが、芳花は怪物の姿で復活し、彼女に殺された後に自身も同じように怪物として復活した。
その後は、芳花と共に人里離れた館で暮らしている。
芳花（ほうか）
桐子の親友。動物が好きで、学校で飼育されているうさぎを可愛がっている。お人好しで優しい性格ゆえ、クラスメイトから物事を頼まれてしまうことが多い。
ある日を境に行方不明になるが、実は学校内でも悪名の高い札付きの不良グループが改造エアガンでうさぎ達を銃殺している現場に遭遇し、それを止めようとして彼らに殺されてしまい、うさぎの死骸と共に学校の裏山に埋められていた。
その後、真実を知って学校の裏山へ駆けつけた桐子が掘り起こした芳花自身の髪の一部に不良グループ5人の生き血を捧げる魔術によって怪物の姿で蘇生したが、桐子を恨みはせず、彼女との再会を喜んだ。しかし桐子と共に過ごしたい思いから桐子を殺害し、自身と同じ怪物の姿で復活させた。
その後は、桐子と共に人里離れた館で暮らしている。
不良グループ
メンバー個人の名前は不明。学校内でも評判が悪く、恐れられている悪名高い5人組。髪を逆立て、ピアスをつけた男がグループのリーダー格。
遊戯感覚で飼育小屋のうさぎ達を襲い、殺傷能力を高めた改造エアガンで惨殺していたが、それを止めようとした芳花の目に誤って被弾して殺してしまい、事件の真相が露見することを恐れ、芳花をうさぎの死骸と共に学校の裏山へと埋めた。
しかし、悪魔の本から真実を知らされた桐子によって全員惨殺されるという自業自得の最期を遂げ、その生き血を芳花復活の生贄として使われた。
悪魔の本（あくまのほん）
芳花の行方を追う桐子の前に突如現れた意思を持つ謎の本。
桐子と契約を交わし、芳花が不良グループに殺されたことや「死者の体の一部に5人の生贄の血を捧げれば復活する」魔術を教えた。しかし、その魔術は死者を悪魔のような姿をした怪物として蘇らせるものだった。
前述の『保健室で見る悪夢』でも、同一の本が登場しているが、意思を持っている様子はなく、文絵の手で焼き払われた。

## 書誌情報
- 『ブラッディ・リリィ』（2013年4月30日発売） ISBN 978-4-09-135274-3